# 어게인스트 더 로프
어게인스트 더 로프(Against The Ropes)는 독일에서 제작된 찰스 S. 듀튼 감독의 2004년 코미디, 드라마, 멜로/로맨스 영화이다. 멕 라이언 등이 주연으로 출연하였다.

## 출연

### 주연
- 멕 라이언
- 오마 엡스
- 스카이 맥콜 바투시악
- 토니 샬호브
- 티모시 데일리
- 찰스 듀튼
- 조셉 코르테스
- 케리 워싱턴